# Anthony Forde
Anthony Forde, né le 16 novembre 1993 à Ballingarry, en Irlande, est un footballeur irlandais évoluant au poste de milieu de terrain.

## Biographie
Avec les moins de 19 ans irlandais, il participe au championnat d'Europe des moins de 19 ans en 2011. Lors de cette compétition, il joue quatre matchs. L'Irlande atteint les demi-finales du tournoi, en étant battue par l'Espagne.
Le 1er août 2016, il rejoint le club de Rotherham United, équipe évoluant en deuxième division.
Le 31 juillet 2019, il rejoint Oxford United.

## Palmarès

### En club
Wrexham
- Champion d'Angleterre de cinquième division en 2023.
- Vice-champion d'Angleterre de quatrième division en 2023-24